# كأس النخبة اللبناني 2011
كأس النخبة اللبناني 2011 هو موسم من كأس النخبة اللبناني. فاز فيه نادي العهد.